# Apogeum

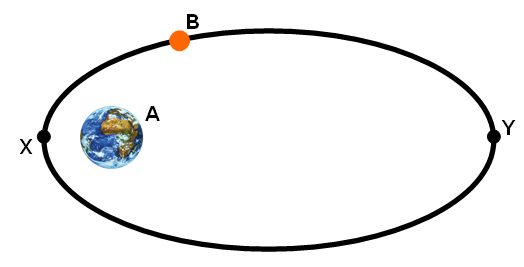
Als A de aarde is waar object B omheen draait, dan is X het perigeum en Y het apogeum van de omloopbaan.

Het apogeum (uitspr. apogéüm [apo'ɣejʏm]) is het punt in een baan rond de Aarde dat het verst van het zwaartepunt van de Aarde ligt. Op deze plaats beweegt een object (satelliet) in die baan zich het traagst. Een algemener woord, ook geldig voor objecten die niet rond de aarde draaien, is apoapsis. Het tegengestelde punt, waar het object zich het dichtst bij de aarde bevindt, heet perigeum.